# Gheorghe Covaciu
Gheorghe Covaciu, romunski rokometaš, * 8. julij 1957, Buzău.
Leta 1984 je na poletnih olimpijskih igrah v Los Angelesu v sestavi romunske rokometne reprezentance osvojil bronastno olimpijsko medaljo.